# 斯坦皮波因特 (北卡羅萊納州)
斯坦皮波因特（英語：Stumpy Point）是位於美國北卡羅萊納州戴爾縣的非建制地區。

## 歷史
斯坦皮波因特的郵局自1876年營運至今。

## 地理
斯坦皮波因特所處的海拔為高於海平面1米（即3英呎），而該地所採用的時區為UTC-5，即北美东部时区（EST）。同時該地設有夏令時間，為UTC-5調快一小時，即UTC-4（EDT）。